# Luis Gleisner
Luis Gleisner Wobbe (ur. 22 lutego 1936 w Iquique) – chilijski duchowny katolicki, biskup pomocniczy La Sereny w latach 2001-2014.

## Życiorys
Ukończył studia inżynierskie z elektroniki na uniwersytecie w Viña del Mar. Następnie został członkiem Opus Dei i rozpoczął studia w szkole miejscowej prałatury oraz na rzymskim Kolegium Świętego Krzyża. Uzyskał także doktorat z prawa
kanonicznego na Papieskim Uniwersytecie św. Tomasza z Akwinu.
Święcenia kapłańskie przyjął 11 sierpnia 1963. Służył w ośrodkach uniwersyteckich Opus Dei w Santiago, następnie pracował w szkole rolniczej w Rancagua (1970-1991). W latach 1985–1991 był wikariuszem sądowym i wikariuszem generalnym diecezji Rancagua.

### Episkopat
3 lipca 1991 został mianowany przez papieża Jana Pawła II biskupem pomocniczym diecezji Rancagua ze stolicą tytularną Mididi. Sakry biskupiej udzielił mu 15 sierpnia tegoż roku ówczesny ordynariusz tejże diecezji, bp Jorge Medina Estévez.
10 lipca 2001 papież mianował go biskupem pomocniczym archidiecezji La Serena.
21 listopada 2014 przeszedł na emeryturę.